# Omkarananda

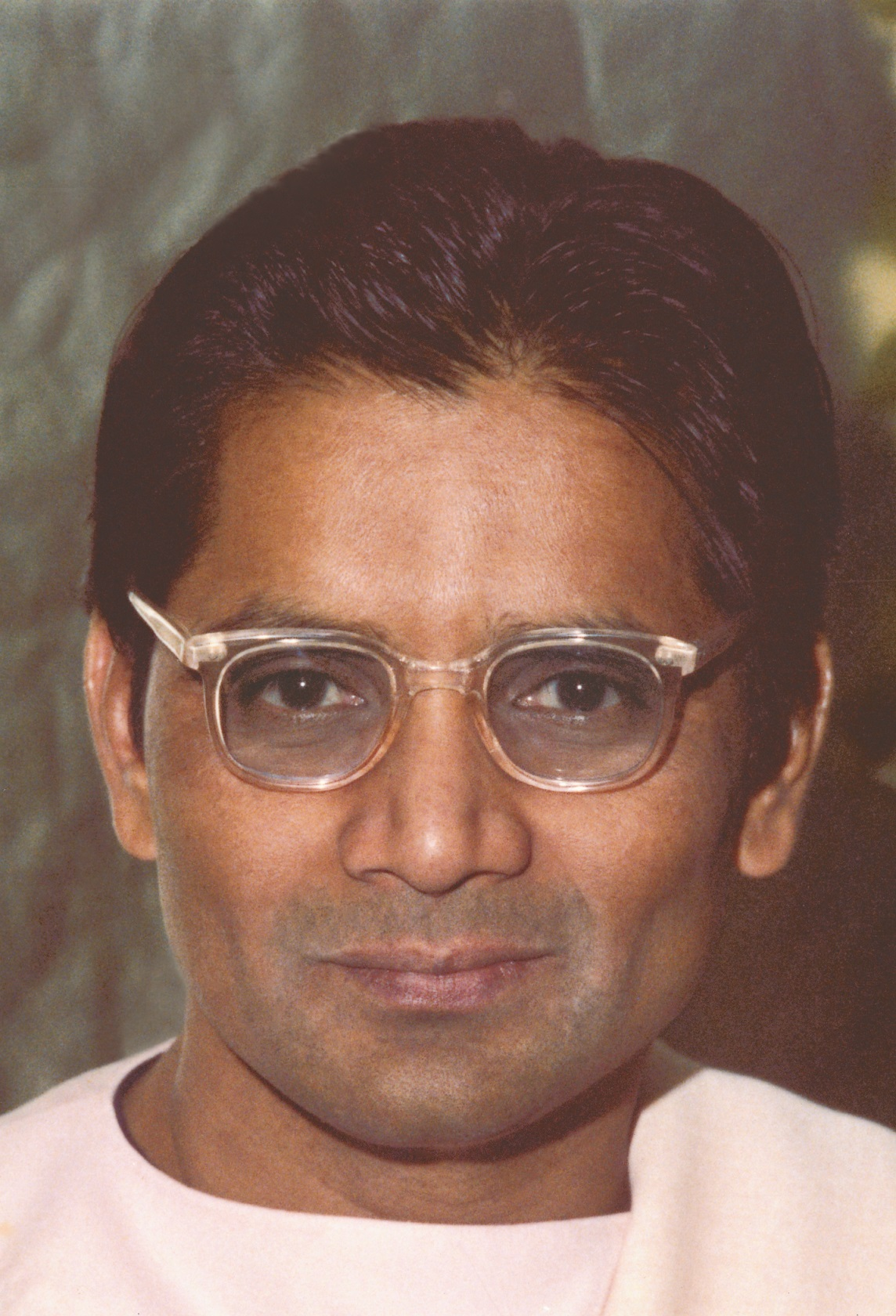
Swami Omkarananda (1974)

Swami Omkarananda (auch Omkarananda Saraswati; * 25. Dezember 1929 in Hyderabad, im Bundesstaat Andhra Pradesh, Indien; † 4. Januar 2000 in Langen bei Bregenz, Österreich), mit bürgerlichem Namen Hari Krishnain Secunderabad, war ein indischer Mönch, Philosoph, Schriftsteller, Mystiker und spiritueller Lehrer. Er gründete 1966 das Divine Light Zentrum (DLZ) in Winterthur in der Schweiz, 1983 den Omkarananda-Ashram in Rishikesh in Indien und 1986 den Omkarananda-Ashram Austria in Langen bei Bregenz. 1979 wurde Omkaranda wegen eines Anschlags auf das Haus des Zürcher Regierungsrats Jakob Stucki vom Bundesgericht zu 14 Jahren Haft verurteilt und wurde 1985 vorzeitig entlassen. Seit dem Urteil kämpfen seine Anhänger für seine Rehabilitation, Omkarananda selbst erkannte das Urteil nie an.

## Leben und Wirken

### Kindheit und Jugend
Hari Krishnain Secunderabad, so sein bürgerlicher Name, verbrachte seine Kindheit in Südindien in Secunderabad, einem Vorort von Hyderabad. Er besuchte dort eine der im Zuge des britischen Kolonialreichs gegründeten christlichen Missionsschulen und erhielt dadurch früh seinen Bezug zum Christentum. Er galt als introvertierter Jugendlicher, der viel Zeit mit dem Lesen von spiritueller Literatur verbrachte. So auch Bücher von Swami Sivananda, einem bekannten indischen Yoga-Meister und Lehrer des Vedanta. Bereits im Alter von dreizehn Jahren machte er erste spirituelle Erfahrungen. Als Sechzehnjähriger verließ er seine Heimat im Süden und reiste durch den indischen Kontinent nach Rishikesh am Fuße des Himalayas, um dort Swami Sivananda zu begegnen.

### Eintritt in den Sivananda Ashram
Swami Sivananda Saraswati, Gründer und geistiges Oberhaupt, war Mönch in dem von Adi Shankara im 9. Jahrhundert n. Chr. etablierten hinduistischen Orden in der Ordens-Linie Saraswati. Der Mönchsorden steht in der altindischen Advaita-Vedanta-Tradition. Zu dieser Zeit war Sivananda bereits im Westen als indischer Weisheitslehrer und Yogi bekannt. Im Juni 1946 trat Hari Krishna in den Ashram ein.
Bereits in seinem ersten Jahr im Ashram durfte er seinem geistigen Lehrer assistieren, indem er Briefe für ihn schrieb oder Schriften für den Ashram verfasste. Swami Sivananda nannte ihn liebevoll „Bala-Jnani“, was so viel wie „ein Weiser im Kindesalter“ bedeutet. Sowohl Swami Sivananda wie auch die Mitglieder des Ashrams erkannten den besonderen Reifegrad seiner spirituellen Entwicklung und so erteilte ihm sein Lehrer im September des Jahres 1947 kurz vor seinem 18. Geburtstag die Initiation als Sannyasin. Er wurde damit in den Orden aufgenommen und erhielt den monastischen Namen Swami Omkarananda Saraswati.

### Leben als Mönch
Omkarananda lebte ein asketisches und zurückgezogenes Leben, an großen Festlichkeiten nahm er kaum teil. Er wohnte am Rand des Ashrams in einer kleinen Hütte, einem sogenannten Kutir, ohne Strom und Heizung und las viel bei Kerzenlicht. Aufgrund seiner Liebe zur Literatur wurde er bald der Publikationsabteilung zugeteilt und mit dem Herausgeben von Büchern für Swami Sivananda und den Verlag betraut.

### Studium
Swami Omkarananda studierte an der „Yoga-Vedanta Forest Academy“, welche von Sivananda 1948 gegründet worden war. Er beschäftigte sich mit europäischen Philosophen wie u. a. Plato, Kant, Leibniz, Schleiermacher. Dies war die Grundlage für seine weiteren wissenschaftlichen Arbeiten. Im Jahr 1954 schloss Swami Omkarananda das Master-Studium der Philosophie an der Yoga-Vedanta Forest University mit dem akademischen Titel „Master of Philosophy“ ab. Dies ist zu erkennen in seinem Buch „Studies in the Personality of Swami Sivananda“, das im Jahr 1955 veröffentlicht wurde, und in welchem er als „Master of Philosophy“ bezeichnet wird.

### Leiter der Druckerei

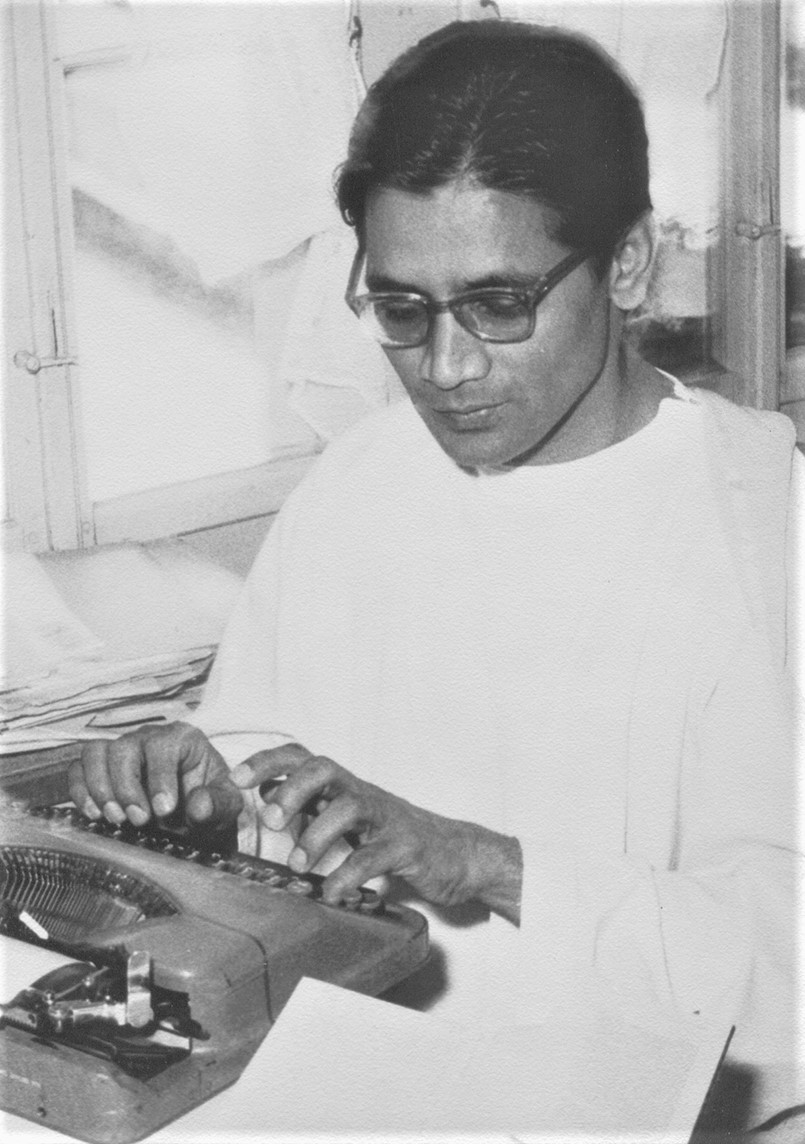
Swami Omkarananda beim Schreiben von Manuskripten (1968)

Der Ashram erfuhr in den Jahren 1947 bis 1957 eine große Wachstumsphase. Es entstand eine Ashram-eigene Druckerei und ein Verlag für Publikationen und Druck-Erzeugnisse. Die Druckerei diente in Folge auch als Universitätsdruckerei für lokales und internationales Lehrmaterial sowie für Publikationen für Interessierte und Yoga-Studenten. Der Verlag erzeugte und verlegte eine große Anzahl von Büchern, Publikationen und Lehrmaterial, darunter viele Bücher von Swami Sivananda und Publikationen wie das „Divine Life Magazin“. Im Jahr 1953 wurde Swami Omkarananda durch seine organisatorischen Fähigkeiten mit der Leitung der Druckerei betraut, der „Yoga-Vedanta Forest Press“.
Nach einem Jahr als Leiter der Druckerei wollte er sich mehr mit Inhalten und spirituellen Lehren als mit dem Management beschäftigen und widmete sich wieder dem Schreiben und Herausgeben von Büchern für Swami Sivananda.

### Verlags- und Publikationstätigkeit
Im Alter von 18 Jahren, nachdem er erst knapp ein Jahr im Ashram lebte, verfasste Omkarananda sein erstes Buch über Sivananda „The story of an eminent Yogi“, eine biographische Zusammenstellung von Informationen über Sivananda. Dieses wurde, nicht zuletzt aufgrund der internationalen Bekanntheit von Sivananda, weltweit bekannt. Er schrieb in weiterer Folge eine Vielzahl an Büchern.
Mit 25 Jahren, als Master of Philosophy, schrieb er eine vergleichende Studie „Shakespeare on Sivananda“, welche in Indien und im Westen von Fachleuten und Literaturkritikern als literarische Leistung wahrgenommen wurde. So bezeichnete ihn z. B. Audry Karegre, Autorin von “Color and Personality”, als ‘a brillant genius’.
Des Weiteren vertiefte er seine vergleichenden literaturwissenschaftlichen Studien und verglich das Werk von Swami Sivananda mit im Westen bekannten Schriftstellern und Philosophen. In den Jahren 1960 und 1961 publizierte er die ersten zwei Bände eines enzyklopädischen Werkes über das literarische Gesamtwerk von Swami Sivananda als Forscher an der Yoga-Vedanta Forest Academy. Beide Bände sind vergleichende Studien in der Sivananda Literatur und befassen sich u. a. mit Ethik, Psychologie, Religion, Yoga, Vedanta, Mystik, Medizin, Musik, Kunst, Literatur, Wissenschaft, Bildung, Kultur, Soziologie und internationalem Recht. „The Sivananda Literature. Preliminary Contributions to comparative Studies and Researches in The Sivananda Literature. Volume 1.“ wurde, wie auch die Bücher „Dawn of divine life“ und „Studies in the Personality of Swami Sivananda“ als wissenschaftliche Arbeit von der Stanford University in den USA anerkannt. Band 2 von „The Sivananda Literature“ wurde im Jahr 1961 publiziert.

### Ankunft und Wirken in der Schweiz

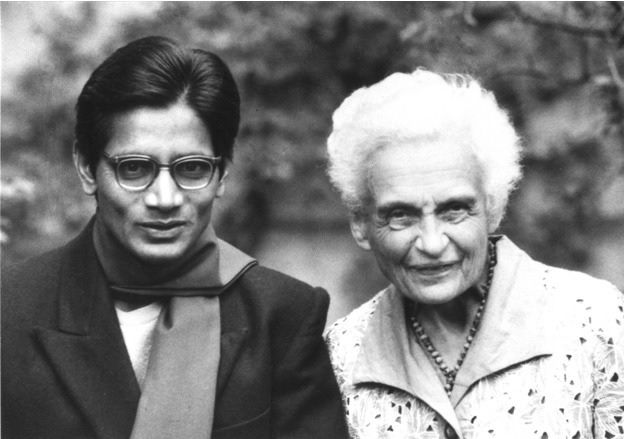
Swami Omkarananda und Hanna Hermann nach der Ankunft in Winterthur, Schweiz (1965)

Swami Omkarananda lebte und wirkte zwanzig Jahre (von 1946 bis 1966) im Sivananda Ashram und war einer der bedeutenden Schüler von Swami Sivananda. Am 14. Juli 1963 verstarb Sivananda. Zwei Jahre danach folgte Swami Omkarananda der schon seit Jahren bestehenden Einladung von Hanna Herrmann, einer schweizerischen Ordensschwester aus dem Sivananda Ashram, sie in der Schweiz zu besuchen. Er blieb zunächst für ein paar Monate in der Schweiz. Im Jahr 1966 reiste er erneut in die Schweiz, um dieses Mal im Westen zu bleiben.
In Winterthur gründete er im gleichen Jahr, analog zu der von seinem Lehrer gegründeten „Divine Life Society“ das Divine Light Zentrum, das auch als Forschungsinstitut für Wissenschaftssynthese dienen sollte. In den folgenden Jahren entstanden in Deutschland, Österreich und England weitere Vereine und Zweigstellen.
Omkarananda veröffentlichte eine Vielzahl an Büchern in deutscher Sprache. Viele Broschüren und Bücher wurden in weitere Sprachen übersetzt. Basierend auf seiner inneren Erfahrung, der Advaita Vedanta Tradition, der Lehre von Swami Sivananda sowie auf der Grundlage seiner eigenen fast zwanzigjährigen Expertise als Schriftsteller und Herausgeber wirkte er hier als spiritueller Lehrer.
Er weihte zahlreiche Menschen als Sannyasins in der Advaita Vedanta Tradition ein. Wie Sivananda machte er hierbei keinen Unterschied zwischen Männern und Frauen. Im Jahr 1973 eröffnete er einen vedischen Tempel in Winterthur. Dort wird seit über 40 Jahren täglich eine mehrstündige Feuerzeremonie zum Wohl der Menschheit durchgeführt. Seit 1982 wird in einem weiteren Tempel, dem Veda-Mandir, das Maha-Mrityunjaya-Mantra für den Frieden und das Wohlergehen der Menschheit gebetet.

### Aktivitäten in Indien
1993 gründete Swami Omkarananda einen weiteren Ashram, den Omkarananda Ashram Himalaya in Rishikesh. Es wurde eine Yogaschule gegründet. sowie zahlreiche kleinere Tempel erworben.

### Leben und Wirken in Österreich
Im Jahr 1985 reiste Swami Omkarananda nach Österreich und gründete dort den Omkarananda Ashram Österreich in Langen bei Bregenz. Dort lebte er seinen Leitspruch „Erlange Weisheit, liebe, diene, meditiere, erfahre Gott“ vor und führte die Meditationsansprachen bis zu seinem Ableben fort.

## Bildungsprojekte
Die von Swami Omkarananda gegründeten Organisationen in Uttarakhand, Indien, sind karitativ im Bereich von Bildung und Erziehung tätig und unterhalten Dutzende von Schulen und Institutionen im Vorgebirge des Himalaya. In den Garhwal-Bergen werden über vierzig Omkarananda Hill Schools finanziert und betrieben. Dadurch erhalten die Mädchen und Buben in den Bergdörfern die Möglichkeit einer grundlegenden Bildung. Weiter wird ein Intermediate College, das „English Medium Inter-College“ mit rund 2400 Schülern in Rishikesh und weitere Institutionen in Uttarakhand, Indien, betrieben.
Seit 1999 besteht das Omkarananda Institute for Management and Technology, kurz OIMT, welches von AICTE akkreditiert ist und mehrere Master-Programme in den Bereichen Business und Technik anbietet. Die Schulen vertreten Swami Omkaranandas Wahlspruch: „Denke wie ein Genie, arbeite wie ein Riese, lebe wie ein Heiliger -Think like a genius, work like a giant, live like a saint.“

## Regionaler Konflikt
Swami Omkarananda wirkte auf viele Menschen aus ganz Europa wie ein Magnet, der die Weisheit des Ostens nach Europa brachte. Der Inder mit fremdem Glauben, die vielen Besucher aus ganz Europa, die steigende Anzahl an hellblauen Häusern und die Bautätigkeiten im bürgerlichen Wohnviertel Brühlberg in Winterthur brachten Unruhe in die Nachbarschaft und in weiterer Folge eine Polarisierung und Politisierung mit sich.

## Anschlag und Rechtsverfahren in der Schweiz
Am 8. Oktober 1975 wurde auf das Haus des damaligen Zürcher Regierungsrates Jakob Stucki in Seuzach bei Winterthur ein Bombenanschlag verübt, bei dem ein Sachschaden entstand, aber niemand verletzt wurde. Zwei Teenager und junge Anhänger des DLZ wurden als Täter ermittelt. Im Mai 1979 wurde Omkarananda vom Bundesgericht wegen des Anschlags zu 14 Jahren Haft verurteilt und bereits 1985 entlassen. Swami Omkarananda wies stets alle Vorwürfe bezüglich einer Mittäterschaft oder auch nur eines Mitwissens zurück und erkannte das Urteil nicht an.
In der Folgezeit wurde von einem Journalisten die Vermutung geäußert, dass die Bombe mit Hilfe oder Duldung der Polizei gelegt worden sei. Zudem sei eine am Anschlag mitbeteiligte Anhängerin des DLZ in Winterthur eine Agentin der Polizei gewesen. Am 30. März 1999 wurden eine Administrativuntersuchung hierzu beauftragt. Diese hat keine Beweise oder gewichtigen Indizien zutage gebracht, wonach diese Thesen wahr sein könnten. Allerdings wurde auch angegeben, dass die Teenager und Anhänger des DLZ die Sprengkörper aus eigenem Antrieb zu beschaffen suchten und dass es zu Ermittlungspannen gekommen war.

## Philosophie und Lehre

### Bezug zur Philosophie des Advaita Vedanta
Swami Omkarananda vermittelte die Weisheit der altindischen Philosophie des Advaita Vedanta. Seine Botschaft „Alles ist Bewusstsein. Alles ist Gott.“ basierte auch auf seiner eigenen mystischen Erfahrung des Eins-Seins mit dem höchsten Selbst. Omkarananda betonte, dass diese Wahrheit von jedem Menschen erfahren werden kann.

### Seine besonderen Akzente
Swami Omkarananda sah sich als Philosoph und Mystiker und wurde als solcher wahrgenommen. Er war ebenfalls ein Bhakta, der die Göttliche Mutter liebte. Der Weg der Liebe, so sagte er, sei für die Menschen der einfachere Weg zu Gott als der Weg der Erkenntnis.
Den Begriff Yoga verstand er in einem sehr weiten Sinn. Jede Tätigkeit, die einen näher zu Gott bringt, sei Yoga. Spezielle Techniken wie z. B. Atemübungen (Pranayama) oder Körperstellungen (Hatha-Yoga) waren für ihn nicht wichtig. Er lehrte insbesondere die Kombination der folgenden vier Yoga-Wege:
- selbstlose Tätigkeiten (Karma-Yoga)
- fortlaufende Mantra-Wiederholung (Mantra-Yoga)
- ständiges Bewusstsein über die Gegenwart Gottes und liebevolle Hingabe an das Höchste in Form der Göttlichen Mutter (Bhakti-Yoga)
- erforschen und erlangen von Erkenntnis über das höchste Bewusstsein (Jnana-Yoga)

### Swami Omkarananda über sich
Swami Omkarananda sagte über seine Tradition:

„My tradition is the tradition of the truth in your inner heart. It is the tradition of the Divine everywhere… If I had a tradition… I would not be universal, not belong to all religions, all cultures, and yet transcend all religions, all cultures.“

In der knappen Autobiografie „Swami Omkarananda - Sein Leben in seinen eigenen Worten“ beschrieb er sich wie folgt:

„Die Reinheit ist die Seele meiner Kraft. Die Wahrheit ist die Quelle meiner Macht. Gott ist mein Leben, und außerhalb von Ihm habe ich keine Existenz. Sein Bewusstsein ist mein Licht. Seine allerhaltende und allschöpferische Schönheit bildet meine Freude. Das Gebet ist mein Atem, und die Meditation ist das Brot meines Lebens. Die ganze Menschheit ist meine Familie. Die Kräfte der Natur sind meine Freunde. Die Gottheit in Euch allen ist der Gegenstand meiner Verehrung. …“

## Rezeption
Swami Omkaranandas Lehrer, Swami Sivananda, zog zahlreiche Interessenten und Schüler aus dem Westen an. So zum Beispiel den Deutschen Frederick Spiegelberg, welcher an der Stanford University in Kalifornien, USA, lehrte und ein großer Verehrer der Ideale der indischen Kultur war. Durch diesen Professor war der Kontakt zur Stanford University hergestellt. Die Universität erkannte mehrere Arbeiten von Swami Omkarananda als Research an, so die Bücher „Dawn of divine life“ und „Studies in the Personality of Swami Sivananda“ sowie Band 1 der „Sivananda Literature“ und veröffentlicht diese in ihrer Online-Bibliothek „Stanford/libraries“.
In Indien wurde Band 1 der ‚Sivananda Literature‘ in der Zeitschrift „The Call Divine“ aus Madras gelobt:

„This wonderful treatise is an eternal monument – splendid and stupendous. What sweetness is to sugar and what fragrance is to a flower, Omkarananda is to Sivananda; because, the former is as wonderful as the latter.“

In den USA wurden seine Studien als exzellent eingestuft. Eine Rezension aus den USA von Florence la Fontaine, Ph.D. aus Indiana, lautet wie folgt:

„This young Sage of India owns a nature characterized by transcendental tenderness, commands a wisdom beyond his years, is too highly educated for his age, and astonishes the Amercian elite as much by his culture of the highest order as by his genius for classical literary expression in all its multiple form. Providence has, me thinks, endowed him with every excellence that entitle him to World’s Presidentship. He has a valuable message for our civilization.“

Auch in Europa zog der Swami die Aufmerksamkeit von ranghohen Politikern, Entscheidungsträgern aus Industrie und Wirtschaft, sowie von Akademikern auf sich. So schrieb u. a. Gebhard Frei, Professor für vergleichende Religionswissenschaft an der Universität Zürich:

„The comparisons Omkarananda draws between Sivananda and Plato, Kant, Leibniz, Schleiermacher and other philosophers, are very important for a better understanding between East and West.“

Damit konnte Omkarananda Brücken zwischen der östlichen und westlichen Philosophie bauen.

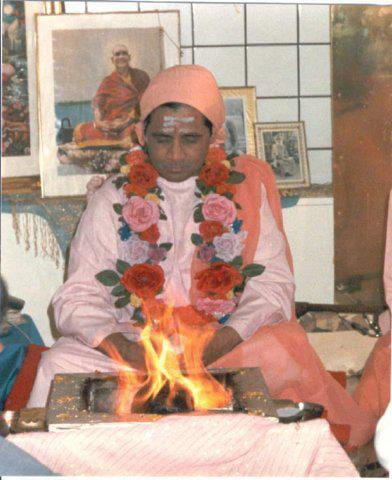
Swami Omkarananda bei einer vedischen Feuerzeremonie (1982)

## Erbe und Nachwirkung
Swami Omkarananda hinterlässt neben seinen zahlreichen Werken, welche er für seinen Lehrer Sivananda geschrieben und herausgegeben hat, eine Vielzahl von eigenen Publikationen, zwei Periodika in Europa sowie die Zeitschrift Vidyaprabodhini in Indien und unveröffentlichte Vorträge aus 35 Jahren Vortragstätigkeit in Europa. Viele Bücher wurden in die verschiedensten Sprachen übersetzt. In den nach wie vor bestehenden Ashrams wird sein geistiges Erbe weiterhin durch regelmäßige Meditationen sowie durch das Studium seiner Vorträge und Schriften gepflegt.
Seit seinem Tod im Jahre 2000 werden durch die drei Periodika sowie weitere Bücher die aufgenommenen Vorträge von seinen Schülerinnen und Schülern aus einem großen Archiv aufgearbeitet und veröffentlicht. Der Tagesablauf in den Ashrams ist geprägt von Meditationen sowie Karma-Yoga im Sinne des „ora et labora“.
2001 wurde in Winterthur die Omkarananda Stiftung gegründet. 2003 errichteten Schüler von Swami Omkarananda in Rishikesh einen großen Tempel im klassischen südindischen Stil, der der Göttlichen Mutter Kamakshi gewidmet ist. Dieser wurde 2004 eingeweiht. 2005 wurde von Schülern ein weiterer Ashram, der Omkarananda Mahatripurasundari Charitable Research Trust Kullu, im Kullu-Tal im Bundesstaat Himachal-Pradesh errichtet, wo ein Mahatripurasundari Tempel unterhalten und Organic Farming betrieben wird.
Die Ashrams und Tempel sowie die karitativen Schulprojekte in Indien werden bis jetzt weitergeführt. Die Ashrams stehen nach wie vor für Interessierte offen.

## Veröffentlichungen

### Werke aus der Zeit in Indien (Auswahl)
- The Sivananda Literature. Preliminary Contributions to comparative Studies in the Sivananda Literature. Volume 1. The Yoga-Vedanta Forest Academy, Rishikesh 1960
- The Sivananda Literature. Preliminary Contributions to comparative Studies in the Sivananda Literature. Volume 2. The Yoga-Vedanta Forest Academy, Rishikesh, 1961
- Stanford University Studies in Sivananda Literature, The Sivananda Literature Research Institute, Sivananda Nagar Rishikesh 1960
- Shakespeare on Sivananda. The Yoga Vedanta Forest University, Sivanandanagar Rishikesh 1954
- Sivananda and the modern man, Yoga Vedanta Forest University, Sivananda Nagar Rishikesh 1954

### Werke aus der Zeit in Europa (Auswahl)
- Das Licht des unendlichen Bewusstseins. Gespräche und Reden. ABC Verlag, Zürich 1970.
- Jesus Christus. Wie ich ihn kenne und erfahre. Heinrich Schwab Verlag, Argenbühl-Eglofstal 2007, ISBN 978-3-7964-0217-3.
- Leben im göttlichen Licht. Übungen für unmittelbare Gotterfahrung. 2. Auflage. Heinrich Schwab Verlag, Argenbühl-Eglofstal 2004, ISBN 3-7964-0217-8.
- Mensch und Universum. Heinrich Schwab Verlag, Argenbühl-Eglofstal 1974, ISBN 3-7964-0217-8.
- Pearls of Divine Wisdom. Heinrich Schwab Verlag, Argenbühl-Eglofstal 2019, ISBN 978-81-208-4232-8.

### Periodika
- Das deutschsprachige Magazin „Divine Light“ erscheint seit 1966 alle zwei Monate in der Schweiz.
- Die monatliche Broschüre „Gedanken zum Tag“ wird seit 1976 publiziert.
- Magazin „Vidya Prabodhini“ erschien von 1991 bis 2011 vierteljährlich und erscheint seit 2011 halbjährlich in englischer Sprache in Indien.